# Bad Abbach
Bad Abbach – uzdrowiskowa gmina targowa w Niemczech, w kraju związkowym Bawaria, w rejencji Dolna Bawaria, w regionie Ratyzbona, w powiecie Kelheim. Leży około 12 km na wschód od Kelheim, nad Dunajem.

## Dzielnice
W skład gminy wchodzą następujące dzielnice:
- Bad Abbach
- Dünzling
- Poikam
- Peising
- Oberndorf
- Lengfeld
- Saalhaupt

## Historia
Według kronikarza Thietmara z Merseburga 6 maja 973 urodził się tutaj książę Henryk II Święty. W 1210 Henryk Ludwik I z Kelheim ogłosił Bad Abbach miejscowością targową. W XV w. Bad Abbach zasłynęło ze znajdujących się tutaj bagien i siarkowych źródeł które pomagają leczyć reumatyzm.

## Transport
Gmina leży przy autostradzie A93 i linii kolejowej Ingolstadt – Ratyzbona.

## Polityka
Wójtem jest Ludwig Wachs (bezpartyjny).

## Współpraca
Miejscowość partnerska:
- Charbonnières-les-Bains, Francja